# Ocupação Aliada da Islândia
A ocupação Aliada da Islândia durante a Segunda Guerra Mundial começou com uma invasão britânica que tinha o objetivo de impedir que a Alemanha o fizesse. A operação militar, denominada Operação Fork, foi conduzida pela Marinha Real Britânica e pelos Fuzileiros Navais. Com o tempo, as forças britânicas foram substituídas pelas forças canadenses e depois americanas, apesar de os Estados Unidos ainda não estarem na guerra. 

## Invasão
Inicialmente, o Reino Unido impôs rígidos controles de exportação de mercadorias islandesas, impedindo remessas lucrativas para a Alemanha, como parte de seu bloqueio naval. A Reino Unido ofereceu assistência à Islândia, buscando cooperação "como beligerante e aliada", mas Reykjavik recusou reafirmando sua neutralidade. A presença diplomática alemã na Islândia, juntamente com a importância estratégica da ilha, alarmaram os britânicos. Em 9 de abril de 1940, a Alemanha invadiu a Dinamarca, a antiga metrópole da Islândia, cujo rei ainda era o chefe de estado islandês. Depois de não convencer o governo islandês a se juntar aos aliados, os britânicos invadiram na manhã de 10 de maio de 1940. A força inicial de 746 fuzileiros navais britânicos, comandada pelo coronel Robert Sturges, desembarcou na capital Reykjavík. Não encontrando resistência, as tropas agiram rapidamente para desativar as redes de comunicação, garantir locais estratégicos e prender cidadãos alemães. Nos dias seguintes as tropas se mudaram para Hvalfjörður, Kaldaðarnes, Sandskeið e Akranes para proteger as áreas de desembarque contra a possibilidade de um contra-ataque alemão.
Na noite de 10 de maio, o governo da Islândia emitiu um protesto, alegando que sua neutralidade havia sido "flagrantemente violada" e "sua independência violada", observando que seria de esperar uma compensação por todos os danos causados. Os britânicos prometeram compensação, acordos comerciais favoráveis, não interferência nos assuntos islandeses e a retirada de todas as forças no final da guerra. Resignando-se à situação, as autoridades islandesas forneceram à força invasora uma cooperação de fato, embora mantendo formalmente uma política de neutralidade. Nos dias seguintes, equipamentos de defesa aérea foram implantados em Reykjavík e um destacamento de tropas foi enviado para Akureyri. No entanto, a força de invasão inicial estava mal equipada, apenas parcialmente treinada e insuficiente para a tarefa de ocupação e defesa da ilha. Em 17 de maio, 4 000 soldados adicionais do exército britânico chegaram a Islândia. Em julho, foram desembarcados elementos da 2ª Divisão Canadense e da 3ª Divisão Canadense. As forças de ocupação da Commonwealth totalizaram 25 000 soldados de infantaria com elementos de apoio da Força Aérea Real, Marinha Real e Marinha Real Canadense. Um ano após a invasão, forças militares dos Estados Unidos ainda oficialmente neutros foram estacionadas na ilha por acordo com o governo islandês, aliviando a maior parte das forças terrestres britânicas. As forças americanas cresceram consideravelmente depois que os Estados Unidos entraram na guerra em 11 de dezembro de 1941, atingindo até 30 000 soldados do Exército (incluindo o pessoal da Força Aérea e da Marinha). A Força Aérea Real e a Força Aérea Real Canadense continuaram operando a partir de duas estações da RAF até o final da guerra. 

## Ocupação

### Ocupação britânica

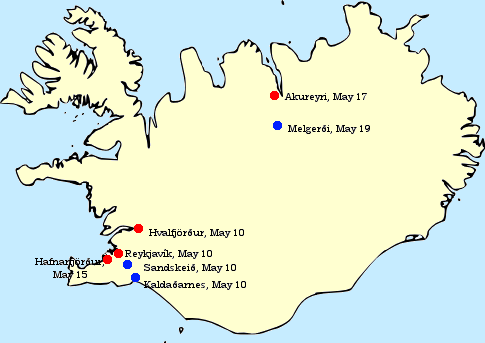
As primeira ações dos britânicos na ilha foi proteger as principais pistas (em azul) e portos (em vermelho).

Sob as ordens do brigadeiro George Lammie, a Alabaster Force foi formada para ocupar permanentemente a Islândia e fortalecer a defesa da ilha. Em 17 de maio de 1940, a 146ª Brigada de Infantaria britânica chegou para ajudar a força de invasão da Marinha Real, que partiu em 19 de maio. O Brigadeiro Lammie solicitou forças adicionais da 49ª Divisão de Infantaria (Equitação Oeste), uma formação do Exército Territorial (TA), do Major General Henry Curtis, e a 147ª Brigada, que chegaram em 26 de maio, seguida por numerosos comboios de soldados e suprimentos. Os elementos baseados em Akureyri formaram a Escola Tática, Curso de Guerra de Inverno, que treinou o 49º Divisão de Montanha do Ártico. Reforços adicionais que chegaram ao longo do verão incluíram artilharia de campo, armas antiaéreas, porta-aviões, unidades de engenharia e construção e forças de apoio. Os reforços finais britânicos, um batalhão de infantaria e bateria de artilharia, chegaram em junho de 1941. Em julho de 1941, havia mais de 25 000 soldados britânicos na ilha. 
A construção de aeroportos (incluindo o atual Aeroporto de Reykjavík), portos, estradas e outras instalações começou imediatamente. Hvalfjörður tornou-se uma base naval para escolta de comboios e de forças antissubmarinas, com extensas instalações, incluindo depósito de minas, cais e molhes, acomodação, sistema de água doce, armazenamento de munição, padaria de frota, armazém de armazenamento naval a granel, instalações de recreação e localização estação e uma fazenda de combustível. A instalação foi protegida por um campo minado, um portão anti-submarino e uma barreira pelo fiorde, armas costeiras, baterias AA e arrastões antissubmarinos. O esquadrão 701 da frota aérea da Marinha Real forneceu apoio aéreo inicial e o exército construiu dois aeródromos, RAF Kaldadarnes e RAF Reykjavik, base de vários esquadrões da RAF e da RCAF até o final da guerra. À medida que as instalações da base naval cresciam, as aeronaves do Comando Costeiro estavam estacionadas para tarefas de patrulha, reconhecimento e antissubmarino. O cruzador HMS Devonshire e o couraçado HMS King George V passaram pelo porto de Akureyri em maio de 1941, pouco antes de sua batalha marítima com os navios de guerra alemães Bismarck e Prinz Eugen, no Estreito da Dinamarca, entre a Groenlândia e a Islândia. O navio-hospital Leinster, com sede no porto de Akureyri, partiu em 24 de maio para cuidar dos feridos após a destruição do HMS Hood na batalha. Também foram construídos dois hospitais. O Hospital Geral Nº 50 foi construído em Reykjavik e operou de junho de 1940 a março de 1942. O Hospital Geral Nº 30 operou de julho de 1940 a setembro de 1941. 
No final da guerra, a maioria das instalações britânicas foi entregue ao governo islandês. 199 soldados da Commonwealth foram enterrados na Islândia em seis cemitérios. Os corpos foram tratados pela Comissão de Sepulturas de Guerra da Commonwealth.

#### Unidades militares
| Exército Britânico - 49° Divisão de Infantaria - 70° Brigada de Infantaria - 146° Brigada de Infantaria - 147° Brigada de Infantaria | Marinha Real Britânica - HMS Punjabi - HMS Firedrake - HMS Foxhound - HMS Devonshire - HMS King George V - HMS Cheshire - HMS Lancashire - HMS Echo - HMT Andes - HMT Kingston Onyx - HMT Kingston Turquoise - HMT Franconia - HMT Lancastria - HMT Ormonde - HMT Ulster Prince - HMHS Leinster | Força Aérea Real - 48° Esquadrão - 53° Esquadrão - 86° Esquadrão - 98° Esquadrão - 120° Esquadrão - 204° Esquadrão - 209° Esquadrão - 210° Esquadrão - 221° Esquadrão - 269° Esquadrão - 279° Esquadrão - 280° Esquadrão - 330° Esquadrão - 612° Esquadrão | Divisões de Apoio - 69° Regimento Real de Artilharia - 143° Regimento Real de Artilharia - 289° Batalhão de Engenheiros - 294° Batalhão de Engenheiros - 756° Batalhão de Engenheiros - 757° Batalhão de Engenheiros - 23° Pelotão de Pontes - 49° Regimento de Sinalização - 1407° Divisão Aérea de Meteorologia |

### Ocupação canadense

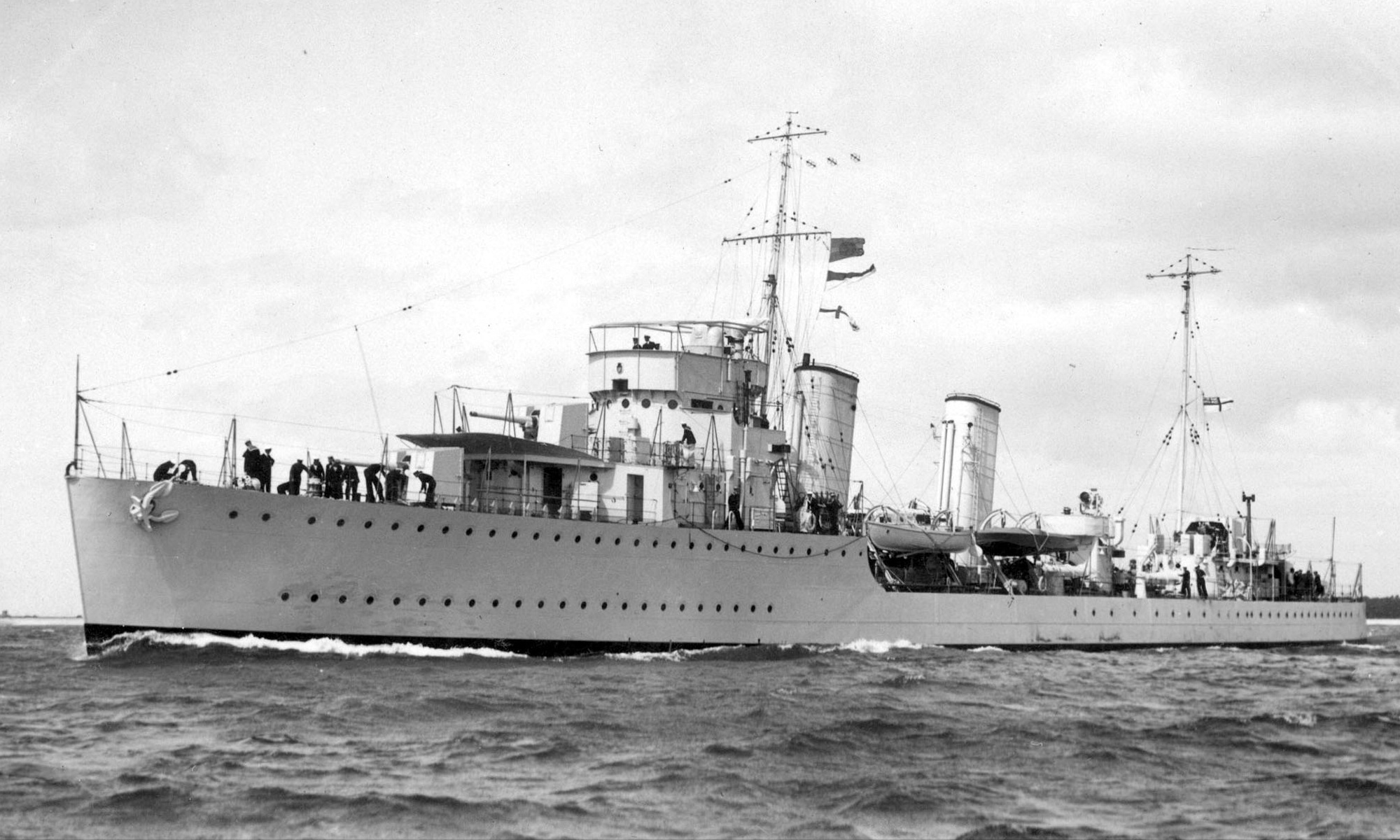
HMCS Skeena durante a ocupação

Em 18 de maio de 1940, a Grã-Bretanha solicitou ao Canadá que guarnecesse e defendesse a Islândia com a 2ª Divisão Canadense, juntamente com elementos da força aérea, antiaérea, bateria em terra e defesa costeira. As unidades canadenses foram denominados Força "Z", que era liderada pelo Brigadeiro L.F. Page, desembarcaram em Reykjavik em 16 de junho de 1940. As forças canadenses se dispersaram por toda a ilha e iniciaram o trabalho em posições de defesa e os preparativos para a construção do aeródromo em Kaldaðarnes, construção de estradas, melhoria de portos, estabelecimento de guarda sobre ativos estratégicos e criação de estações de observação costeira. Em 9 de fevereiro de 1941, as forças canadenses derrubaram uma única aeronave alemã sobrevoando a ilha.
Devido a necessidades urgentes em outros lugares, incluindo compromissos canadenses com a defesa do Reino Unido, e com o fornecimento de tropas de guarnição nas Índias Ocidentais, foi acordado redistribuir as forças canadenses. O quartel-general recebeu ordens da Inglaterra em 31 de outubro: A 3ª Divisão que estava nos Camarões, passou o inverno na ilha e partiu para a Inglaterra em 28 de abril de 1941. Eles foram temporariamente substituídos por forças da guarnição britânica, até 7 de julho de 1941, quando a defesa da Islândia foi transferido da Grã-Bretanha para os Estados Unidos (ainda oficialmente neutros), por acordo com a Islândia. As unidades do exército canadense, da marinha e da força aérea foram despachadas e continuaram a operar na Islândia e nos arredores durante a guerra. O 162° Esquadrão da RCAF foi destacado para o Comando Costeiro da RAF e estacionado na RAF Reykjavik desde janeiro de 1944 para cobrir a parte do meio do oceano da rota marítima do Atlântico Norte. Aeronaves deste esquadrão atacaram dois submarinos em 1944, afundando o U-342 em 17 de abril de 1944.

#### Unidades militares
| Exército Canadense - 4° Brigada de Infantaria | Marinha Real do Canadá - HMS Royal Scotsman - HMS Royal Ulsterman - HMCS Skeena | Marinha Mercante do Canadá - Comboio RMS Empress of Australia - Comboio RMS Antonia - Comboio SS Tregarthen - Comboio SS Stonepool - Comboio SS Dracola - Comboio SS Yearwood | Força Aérea Real Canadense - 162° Esquadrão da RCAF - Caça Beaver - Caça Esquimó |

### Ocupação americana
A Grã-Bretanha precisava de suas tropas em outros lugares e solicitou que as forças americanas ocupassem a ilha. Os EUA concordaram em 16 de junho de 1941. A 1ª Brigada Marítima Provisória de 194 oficiais e 3.714 homens de San Diego, sob o comando do Brigadeiro-General John Marston, partiu de Charleston, Carolina do Sul em 22 de junho para se reunir como 19° Força-Tarefa (TF 19) em Argentia, Terra Nova. A TF 19 partiu em 1 de julho. A Grã-Bretanha não conseguiu convencer o parlamento islandês aprovar uma força de ocupação americana, mas com a TF 19 já estava em Reykjavík naquela noite, Roosevelt aprovou a invasão. O Corpo de Fuzileiros Navais dos Estados Unidos iniciou o desembarque em 8 de julho. Em 6 de agosto, a Marinha dos Estados Unidos estabeleceu uma base aérea em Reykjavík. O pessoal do exército dos Estados Unidos começou a chegar à Islândia em agosto.

#### Unidades militares
| Fuzileiros Navais - 1° Brigada Provisória - 5° Batalhão de Defesa - 6° Batalhão de Defesa - 2° Batalhão de Tanques - 2° Batalhão de Serviço | Exército dos Estados Unidos - 5° Divisão de Infantaria - 2° Regimento - 10° Regimento - 11° Regimento - 5° Divisão de Artlharia - 7° Batalhão de Engenharia - 5° Batalhão Mecanizado de Reconhecimento - 5° Batalhão Médico - 61° Divisão de Artilharia Costeira | Marinha dos Estados Unidos - USS Arcturus - USS Arkansas - USS Benson - USS Bernadou - USS Brooklyn - USS Buck - USS Charles F. Hughes - USS Cherokee - USS Ellis - USS Fuller - USS Gleaves - USS Hamul - USS Heywood - USS Hilary P. Jones - USS Lansdale - USS Lea - USS Mayo - USS Nashville - USS New York - USS Niblack - USS Orizaba - USS Plunkett - USS Salamonie - USS Upshur - USS William P. Biddle - VP-73 (United States Navy) | Força Aérea dos Estados Unidos - 33° Esquadrão de Caça - 24° Batalhão de Operações Especiais | Divisões de Apoio - 705° Companhia de Manutenção - 5° Companhia de Ocupação - 5° Companhia de Sinalização - Banda do Exército |

## Resultados e consequências
O Reino Unido invadiu para impedir uma ocupação alemã, fornecer uma base para patrulhas navais e aéreas e proteger as rotas de navegação mercante da América do Norte para a Europa. Nisso, a invasão e ocupação foram bem-sucedidas. No entanto, a presença de tropas britânicas, canadenses e americanas teve um impacto duradouro no país. Os números de tropas estrangeiras durante o período de ocupação foram os seguintes:
| 1940: 20 mil 1941: 25 mil | 1942: 30 mil 1943: 30 mil | 1944: 15 mil 1945: 7 mil |

Os islandeses estavam e permanecem fortemente divididos sobre a guerra e ocupação - o que às vezes era de chamado de "blessað stríðið" ou "a guerra encantadora". Alguns apontam que economicamente, a ocupação foi muito boa, outros alegam perda da soberania e convulsão social. A ocupação exigiu a construção de uma rede de estradas, hospitais, portos, aeroportos e pontes em todo o país, e isso teve um enorme impacto econômico positivo. Por outro lado, as relações sexuais entre tropas e as mulheres locais, que estavam causando considerável controvérsia e turbulência política, foram censurados no pós-guerra. As mulheres eram frequentemente acusadas de prostituição e de serem traidoras. 255 filhos nasceram dessas ligações. Em 1941, o ministro do Judiciário da Islândia investigou "A situação", e a polícia localizou mais de 500 mulheres que estavam fazendo sexo com os soldados. Muitos ficaram chateados com o fato de as tropas estrangeiras estarem "tirando" mulheres, amigos e familiares. Em 1942, duas instalações foram abertas para abrigar as mulheres que dormiam com os soldados. Ambos fecharam em um ano, após investigações determinarem que a maioria dos contatos era consensual. Cerca de 332 mulheres islandesas casaram-se com soldados estrangeiros.
Durante a ocupação, em 17 de junho de 1944, a Islândia se declarou uma república e, continuando a cooperar com as forças armadas britânicas, canadenses e americanas, permaneceu oficialmente neutra durante a guerra. Quando a guerra chegou ao fim, o Acordo de Keflavík assinado em 1948 entre os Estados Unidos e a República da Islândia estipulou que o exército americano deixaria o país dentro de seis meses e a Islândia tomaria posse do Aeroporto de Reikjavík. O acordo não foi cumprido, sendo que as tropas americanas permaneceram na Islândia até 30 de setembro de 2006.
Embora a ação britânica tenha impedido qualquer risco de invasão alemã, não há evidências de que os alemães tinham uma invasão planejada. Havia, no entanto, interesse alemão em conquistar a Islândia. Em uma entrevista pós-guerra com um americano, Walter Warlimont afirmou: "Hitler definitivamente estava interessado em ocupar a Islândia antes da ocupação britânica. Em primeiro lugar, ele queria impedir que mais alguém viesse para lá; e, em segundo lugar , ele também queria usar a Islândia como base aérea para a proteção de nossos submarinos que operam nessa área". Após a invasão britânica, os alemães elaboraram um relatório para examinar a viabilidade de apreender a Islândia, a Operação Ikarus. O relatório constatou que, embora uma invasão pudesse ser bem-sucedida, a manutenção das linhas de suprimento seria muito cara e os benefícios de manter a Islândia não superariam os custos (havia, por exemplo, infraestrutura insuficiente para aeronaves na Islândia).